# HD 210502
HD 210502，又名BD+10 4701，SAO 107712、HR 8458，是一颗恒星，视星等为5.78，位于銀經72.39，銀緯-35.02，其B1900.0坐标为赤經22h 5m 42.9s，赤緯+11° -35.02′ 3″。